# Pachnoda
Pachnoda är ett släkte av skalbaggar. Pachnoda ingår i familjen Cetoniidae.

## Bildgalleri

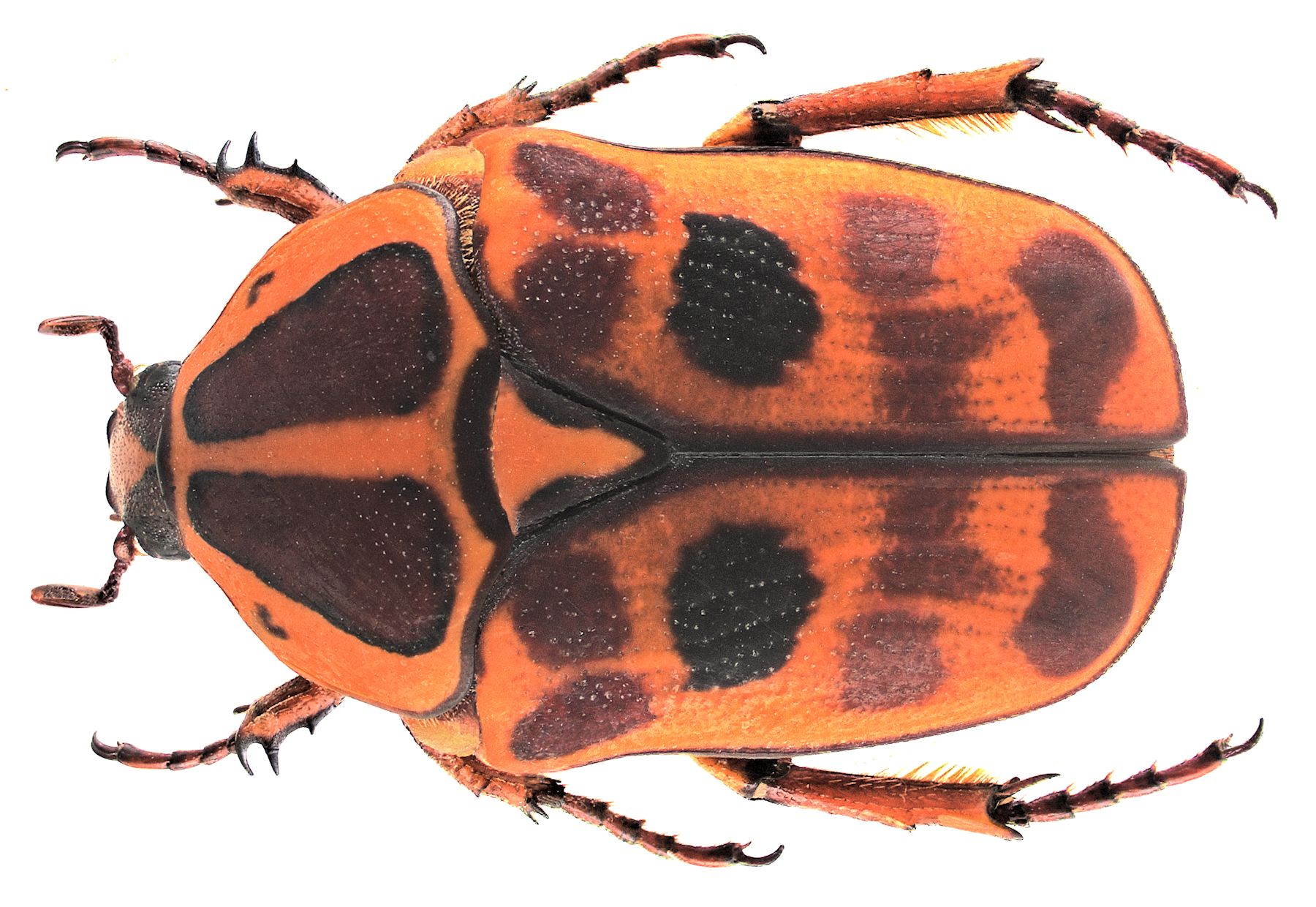
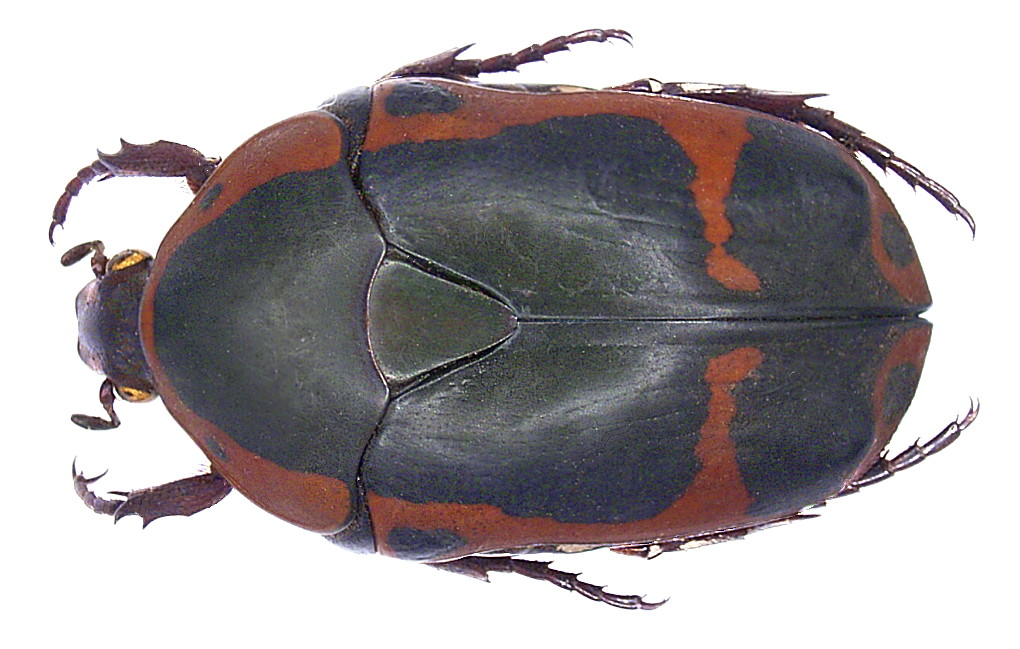
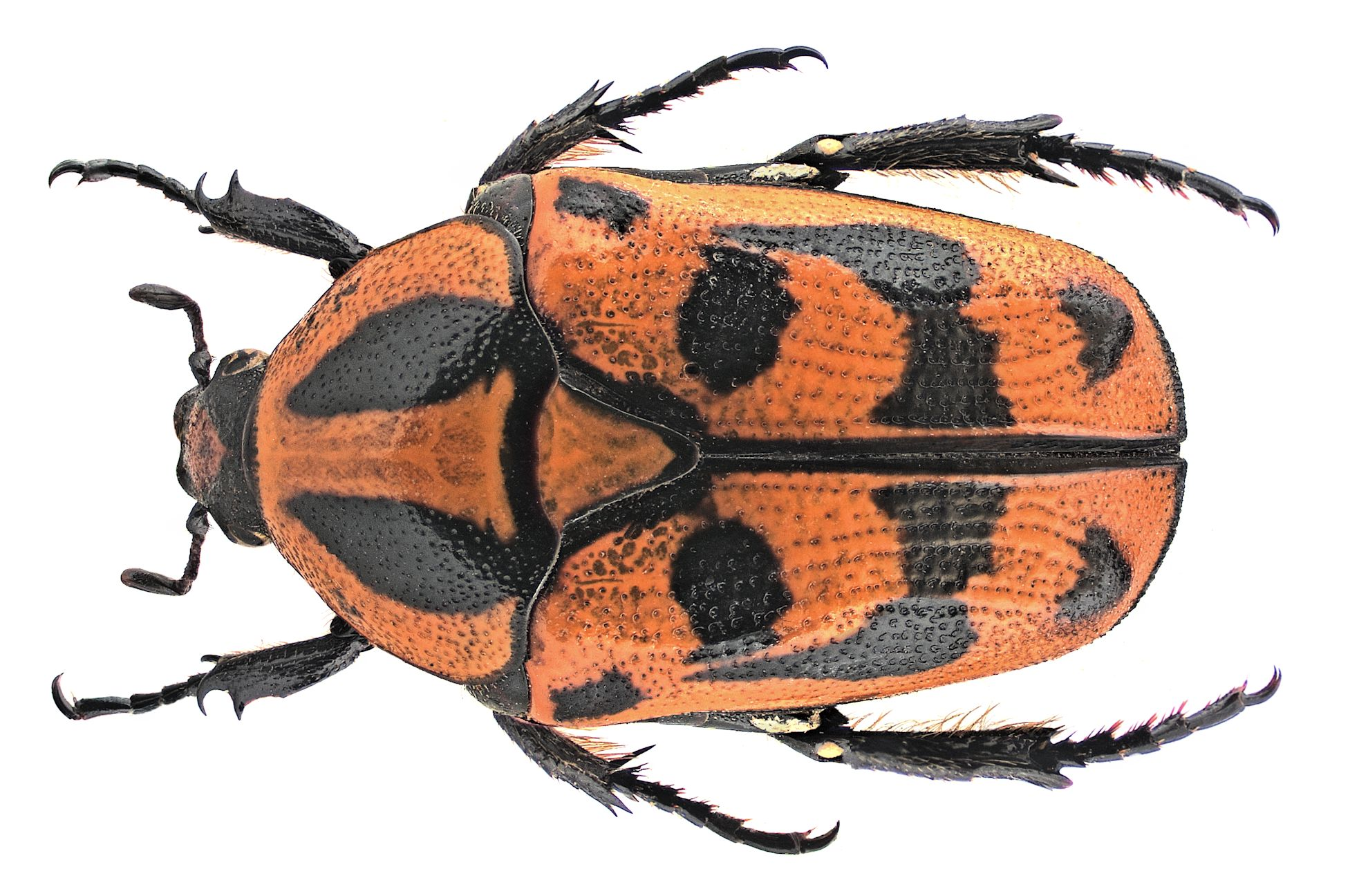
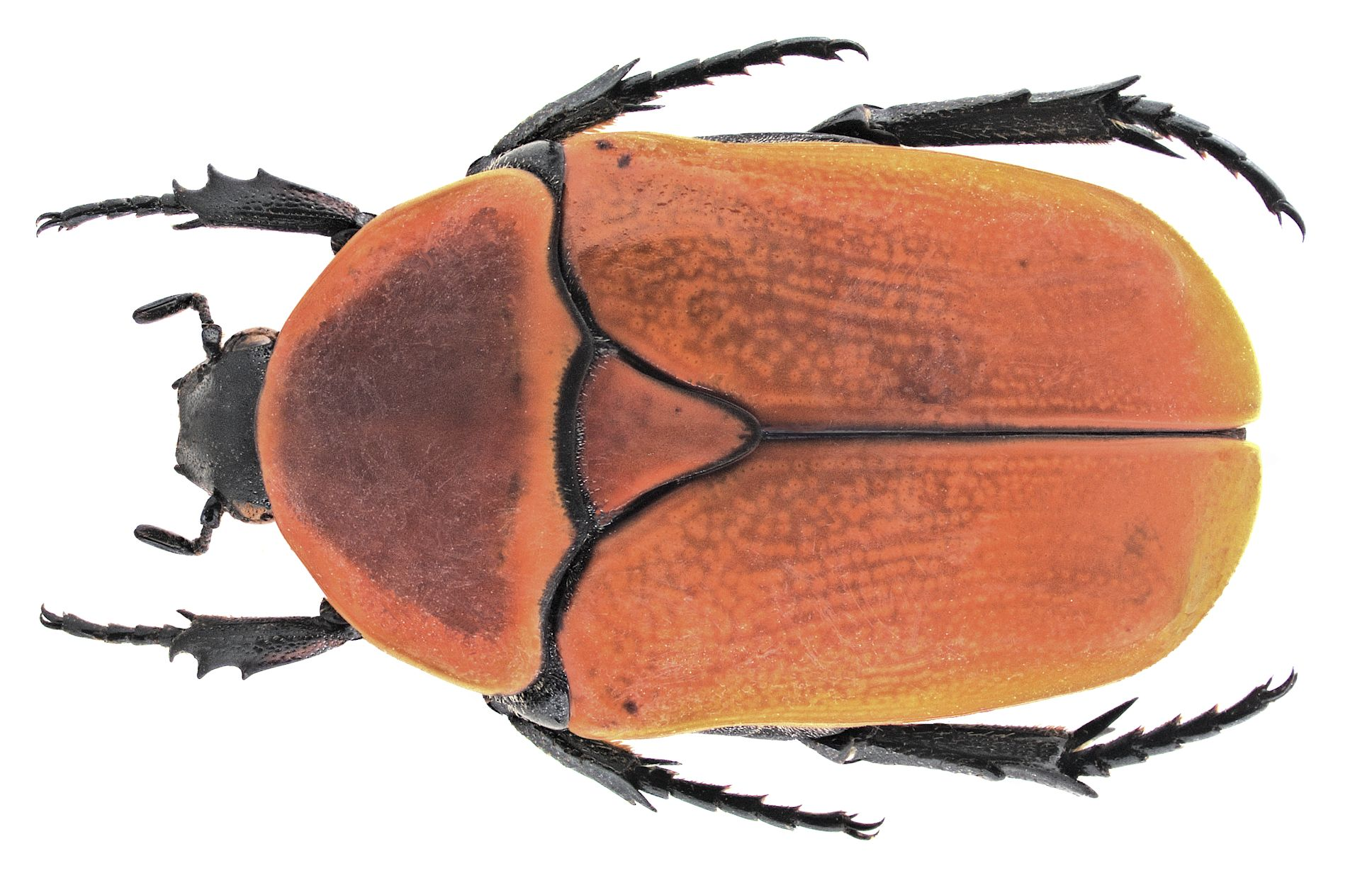
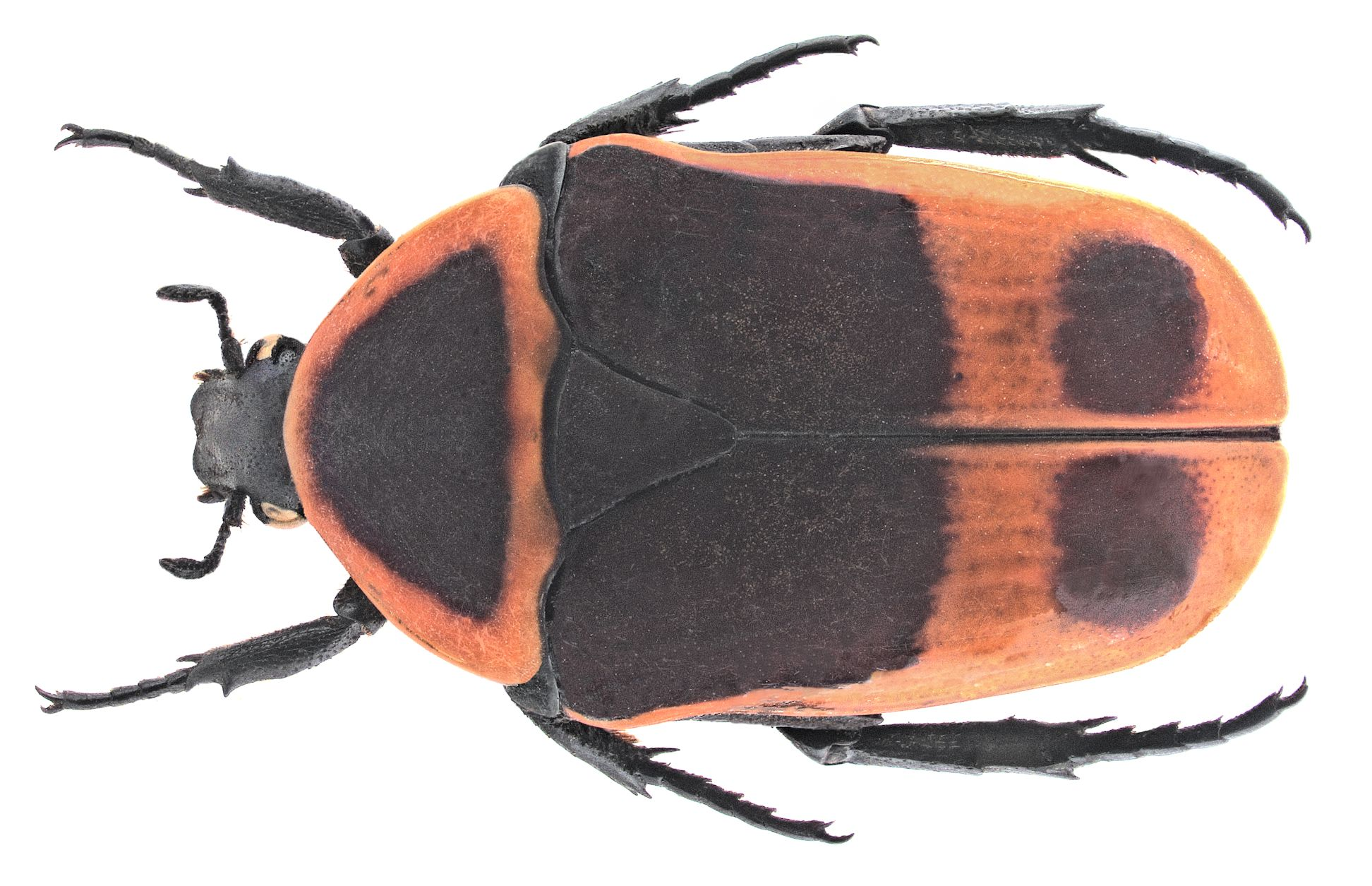

## Dottertaxa tillPachnoda, i alfabetisk ordning[1]
- Pachnoda abyssinica
- Pachnoda acutipennis
- Pachnoda adelpha
- Pachnoda albini
- Pachnoda allardi
- Pachnoda alluaudi
- Pachnoda antoinei
- Pachnoda ardoini
- Pachnoda arrowi
- Pachnoda babaulti
- Pachnoda baraui
- Pachnoda basilewskyi
- Pachnoda bax
- Pachnoda berliozi
- Pachnoda bourgeoni
- Pachnoda bousqueti
- Pachnoda bukobensis
- Pachnoda canui
- Pachnoda cervenkai
- Pachnoda chionopleura
- Pachnoda chireyi
- Pachnoda cincticollis
- Pachnoda collinsi
- Pachnoda concolor
- Pachnoda congoensis
- Pachnoda consentanea
- Pachnoda coolsi
- Pachnoda cordata
- Pachnoda crassa
- Pachnoda crinita
- Pachnoda dargei
- Pachnoda dechambrei
- Pachnoda demoulini
- Pachnoda denuttae
- Pachnoda dimidiaticollis
- Pachnoda discolor
- Pachnoda divisa
- Pachnoda durandi
- Pachnoda elegantissima
- Pachnoda ephiappiata
- Pachnoda fasciata
- Pachnoda fedieri
- Pachnoda fissipuncta
- Pachnoda flavolimbata
- Pachnoda fromenti
- Pachnoda frontalis
- Pachnoda helleri
- Pachnoda histrio
- Pachnoda histrioides
- Pachnoda inscripta
- Pachnoda interrupta
- Pachnoda jokoensis
- Pachnoda katangensis
- Pachnoda kiellandi
- Pachnoda knirschi
- Pachnoda kordofana
- Pachnoda kustai
- Pachnoda lamottei
- Pachnoda lateristicta
- Pachnoda leclercqi
- Pachnoda leonina
- Pachnoda leopoldiana
- Pachnoda lequeuxi
- Pachnoda lerui
- Pachnoda limbata
- Pachnoda maculipennis
- Pachnoda madaraszi
- Pachnoda madgei
- Pachnoda marginata
- Pachnoda massajae
- Pachnoda mastrucata
- Pachnoda meloui
- Pachnoda nigritarsis
- Pachnoda nigroplagiata
- Pachnoda nutricia
- Pachnoda onorei
- Pachnoda orphanula
- Pachnoda pendemi
- Pachnoda picturata
- Pachnoda poggei
- Pachnoda polita
- Pachnoda postica
- Pachnoda postmedia
- Pachnoda praecellens
- Pachnoda prasina
- Pachnoda preissi
- Pachnoda rectangularis
- Pachnoda rougemonti
- Pachnoda rubriventris
- Pachnoda rubrocincta
- Pachnoda rufomarginata
- Pachnoda rwandana
- Pachnoda savignyi
- Pachnoda sciencesnati
- Pachnoda semiflava
- Pachnoda sinuata
- Pachnoda sjoestedti
- Pachnoda spinipennis
- Pachnoda stehelini
- Pachnoda tessmanni
- Pachnoda thoracica
- Pachnoda tridentata
- Pachnoda trimaculata
- Pachnoda tshikambai
- Pachnoda uelensis
- Pachnoda upangwana
- Pachnoda watulegei
- Pachnoda werneri
- Pachnoda vethi
- Pachnoda viridana
- Pachnoda viridiflua
- Pachnoda vitticollis
- Pachnoda vossi
- Pachnoda vuilleti